# CD El Nacional
Club Deportivo El Nacional, zkráceně CD El Nacional či El Nacional, je ekvádorský fotbalový klub. Sídlí ve městě Quito, kde hraje na stadionu Estadio Olímpico Atahualpa. Hraje nejvyšší ekvádorskou soutěž Serii A, kterou dosud dokázal vyhrát 13×. Tým má červené dresy.

## Historie
Klub byl založen roku 1964 a až do roku 2013 byl řízen armádou. V týmu hrají tradičně jen Ekvádorci.
V letech 1976, 1977 a 1978 tým vyhrál 3× v řadě ligu.
V letech 1982, 1983 a 1984 tým vyhrál 3× v řadě ligu. Roku 1985 se dostal nejdále v Poháru osvoboditelů: do semifinále.

## Úspěchy
Národní
- Serie A (13): 1967, 1973, 1976, 1977, 1978, 1982, 1983, 1984, 1986, 1992, 1996, 2005 Clausura, 2006.